# 외국법사무변호사
외국법사무변호사(Attorneys at foreign law, 外国法事務弁護士)는 외국변호사 자격 취득 후 원자격국에서 3년이상 법률사무 수행한 경력이 있는 법률전문가를 말한다. 대한민국의 외국법자문사와 대동소이하다.

## 같이 보기
- 외국법자문사